# Frederich Schröeder
Frederich Schröeder (Schwerin, Pomerània Occidental, 3 de novembre de 1744 - Rellingen, Slesvig-Holstein, 3 de setembre de 1816) fou un actor i dramaturg alemany.
Viatjà amb la seva mare, que s'havia casat en segones núpcies amb l'actor Ackermann, per Curlàndia, Prússia i Polònia, i representà diverses vegades rols d'infant: després entrà en el Col·legi de Fridrich a Königsberg, però el 1756 fou abandonat pels seus pares i un sabater apedaçador li donà feina; al cap de poc marxà amb un equilibrista.
El 1759 tornà al costat dels seus pares a Suïssa, on es feu còmic i ballarí. Després de recórrer Suïssa i les comarques del Rin, tornà a Hamburg amb la companyia d'Ackermann i al principi brillà especialment com a mestre de ball i en la comèdia; després passà a la tragèdia i en aquesta assolí la major glòria.
Mort Ackermann el 1771, prengué amb la seva mare la direcció del teatre d'Hamburg i al mateix temps es donà a conèixer com a escriptor dramàtic amb la seva comèdia Der Arglistige, a la qual seguiren d'altres, i amb la seva influència feu molt pel perfeccionament del teatre alemany, esforçant-se per aconseguir la unitat i ferma cooperació de totes bandes en la consecució del fi comú, mantenint la moralitat i l'orde en la companyia i establint premis per les millors obres dramàtiques, i d'aquesta forma foren atrets escriptors tant notables com Leisewitz, Klinger i d'altres.
L'adaptació dels drames de Shakespeare a l'escena alemanya li valgué mèrits especials. El 1780 Schröeder emprengué una excursió artística per Alemanya, estant també a París, i el 1781 fou cridat al teatre imperial de Viena; però hagué de retornar a Hamburg i dirigí el teatre d'aquesta ciutat fins al 1798, data en què es retirà a Rellingen, llavors una petita població camperola on havia adquirit una casa. El 1811 tornà a prendre la direcció del teatre.

## Anàlisi artística
Com a actor dramàtic es distingí especialment en les obres de Shakespeare, però també fou notable en papers còmics i singularment per la veritat, la mesura i senzillesa de la seva forma de representar, ja que cercava la seva fama en elevar el conjunt, no en brillar ell personalment. Els seus Dramalischen Werke, amb un pròleg de Ludwig Tieck, foren editats per Bülow (Berlín, 1831).